# Mário Martins de Almeida
Mário Martins de Almeida (São Manuel, 8 de febrero de 1907 - São Paulo, 23 de mayo de 1932) fue uno de los cuatro manifestantes paulistas asesinados en la manifestación ocurrida el 23 de mayo de 1932 al frente de la sede del Partido Popular Paulista.
Nació en São Manuel, estado de São Paulo, el 8 de febrero de 1907, hijo del coronel Juliano Martins de Almeida y de Francisca Alves de Almeida. Tuvo seis hermanos: João Batista Martins de Almeida, Juliano Martins de Almeida Filho, Galeano Martins de Almeida, Alice Martins de Almeida Pannain, Guiomar Martins de Almeida Sampaio y Vera Martins de Almeida Amaral. En la época, los Martins de Almeida eran conocidos cultivadores de café. También era sobrino de Paulo Martins de Almeida, vizconde de Almeida.
El 23 de mayo de 1932 participó en la manifestación frente al edificio del Partido Popular Paulista, en la Rúa Barão Itapetininga, Praça da República, en São Paulo. Esta organización (antes conocida como "Legión Revolucionaria") estaba dirigida por Miguel Costa y reunía a militares, políticos y antiguos miembros de la Columna Prestes y servían como apoyo político y militar a los intereses de la dictadura de Getúlio Vargas. En esa ocasión, junto con otros estudiantes, fue alcanzado por los disparos de los fusiles de los soldados de la organización que estaban apostados en las ventanas de aquel edificio, muriendo en el acto. Fue enterrado en el Cementerio de la Consolación.
Era alumno de la Universidad Presbiteriana Mackenzie habiendo completado sus estudios bajo la dirección del profesor Alberto Kullman. En aquella época, era agricultor en Sertãozinho y se encontraba en São Paulo aquel 23 de mayo de 1932 de paso para visitar a sus padres.
En 1955, con el Decreto Nº 24.712 del Gobierno del Estado de São Paulo, sus restos fueron trasladados al Monumento Mausoleo al Soldado Constitucionalista de 1932.
En 2011, con la ley federal Nº 12.430, los nombres de Mário Martins de Almeida Euclides Bueno Miragaia, Dráusio Marcondes de Souza y Antônio Américo Camargo de Andrade fueron inscritos en el Libro de los Héroes de la Patria, que se encuentra en el Panteón de la Patria y de la Libertad Tancredo Neves, en Brasilia. El episodio ocurrido en esa manifestación, que resultó en la muerte de estas cuatro personas, fue una de las razones que motivaron la Revolución Constitucionalista de 1932.
Se convirtieron así en mártires y símbolos de aquel movimiento, denominado por las siglas M.M.D.C., respectivamente: Martins, Miragaia, Dráusio y Camargo, que a su vez era también el nombre de la organización clandestina que llegó a conspirar contra el gobierno provisional de Vargas, contribuyendo a la articulación y coordinación de aquella Revolución. 
En 2004, se añadió la letra "A" al MMDC en honor a Orlando de Oliveira Alvarenga que, también herido en aquel episodio, falleció tras más de dos meses hospitalizado.